# Joseph Owen
Joseph Owen (15. maj 1789 i Chelsea, London – 7. september 1862 i Ordrup) var en engelsk-dansk fabrikant.

## Karriere
Han var født i London (Chelsea), hvor hans fader, Charles Owen, var advokat; moderen var Mary f. Newman. Efter at have gået i skole i Westminster kom han, da han skulle opdrages til købmand, til Danzig og var derefter i en forretning i Manchester. Vistnok 1813 kom han til handelshuset Ryberg & Co. i København. Han begyndte imidlertid snart efter selvstændig virksomhed, først som vinhandler for derefter i 1821 at anlægge en mølle for tilvirkning af ben til sukkerraffinaderier og noget senere for tilvirkning af alle slags gødningsstoffer. 1831 anlagde han en svovlsyrefabrik, den første i Norden, og 1846 startede han Fredens Mølles fabrikker som et aktieselskab, for hvilket han blev direktør. Også på anden måde gjorde han sig gældende i sit nye fædreland. 1834, 1840 og 1846 valgtes han til stænderdeputeret for København og fra 1840-46 var han borgerrepræsentant i København. 1849 var han kandidat ved det første valg til Landstinget, men blev slået med få stemmer af godsejeren Carl de Neergaard. J.A. Hansen skrev et langt stykke til hans pris i Almuevennen 1850, nr. 1. Owen blev her rost selvfølgelig først politisk fordi han var "blandt de Mænd, der fast have holdt ved sine liberale Grundsætninger", men dernæst også for sin store gavnlige virksomhed, der bl.a. havde "aabnet nye Erhvervsgrene" og så havde han, hedder det videre, "lagt sit menneskekjærlige Sind for Dagen ved at deltage paa en fremtrædende og opofrende Maade i Foretagender, som havde et saadant Formaal".
Joseph Owen skrev forskelligt om kunstige gødningsstoffer, han har givet planen til Aldersro Bryggeri, der blev oprettet af et aktieselskab, og på en i Jylland erhvervet landejendom udførte han store opdyrkningsarbejder. Han døde i Ordrup 7. september 1862.

## Ægteskab og børn
1. marts 1816 ægtede han Susanne Christine von der Pahlen (1. august 1794 – 15. november 1884), datter af Georg Daniel von der Pahlen, associé i handelshuset Ryberg & Co., senere konsul i Frederikshavn, og Betsy Juditha f. Christiansen. De fik følgende børn, hvoraf George og Frederick overtog Aldersro og Fredens Mølle:
- George Charles (29. november 1816 – 8. august 1874)
- Frederick (4. april 1818 – 24. januar 1888)
- Josefine Franciska (5. juli 1819 – 27. april 1895
- Elizabeth Johanne Henriette (24. februar 1827 – 7. maj 1882), gift med Waldemar Gustav Otto Bauditz
- Agnes Suzanne Christine (28. september 1828 – 7. juli 1894)
- Charlotte Cunliffe (26. juni 1830 – 12. december 1846)
- Polonia von der Pahlen (19. marts 1832 – 18. december 1864)